# Феликс Датский
Феликс, граф Монпеза (дат. Felix, Graf von Monpezat; род. 22 июля 2002, Копенгаген) — член датской королевской семьи, второй сын принца Иоахима, племянник короля Фредерика X.

## Биография
Принц Феликс родился 22 июля 2002 года в Копенгагене, в университетском госпитале в семье принца Иоахима от первой жены Александры Фредериксборгской. Спустя 2 месяца, 4 октября 2002 года был крещён в церкви Мёгельтондер, при крещении он получил имя Феликс Хенрик Вальдемар Кристиан.
В возрасте 6 лет Феликс поступил в школу Кребса, в которой учились его отец и старший брат. После окончания девяти классов он поступил в гимназию Gammel Hellerup, став первым членом королевской семьи, который поступил в государственное образовательное учреждение.
В марте 2021 года было объявлено, что Феликс продолжит своё образование в Датской Королевской военной академии, в которую он успешно сдал экзамены.
В сентябре 2022 года его бабушка, королева Маргрете II лишила его и других детей принца Йоакима титула Королевское высочество, но при этом они сохранили места в престолонаследии на датский престол. В октябре того же года  Феликс бросил военное образование, которое должен был закончить как лейтенант и как старший брат Николай решил продолжить карьеру модели, став лицом ювелирного бренда Георг Йенсен.

## Титул
С 1 января 2023 года его титул называется Его превосходительство Феликс, граф Монпеза.

## Награды
- Дания 26 мая 2025: Кавалер Большого креста ордена Даннеброг (S.K.)